# چراغیل
جراغیل یکی از روستاهای استان آذربایجان شرقی است که در دهستان ینگجه بخش مرکزی شهرستان آذرشهر واقع شده‌است.این روستا ۲۹۰ نفر جمعیت دارد. 